# چندیاوالا
چندیاوالا (به انگلیسی: Chandiawala) یک منطقهٔ مسکونی در پاکستان است که در پنجاب واقع شده‌است. چندیاوالا ۱۳۸ متر بالاتر از سطح دریا واقع شده‌است.